# Neoathyreus asciculus
Neoathyreus asciculus es una especie de coleóptero de la familia Geotrupidae.

## Distribución geográfica
Habita en Trinidad y Tobago.